# Куртов, Христофор Авраамович
Христофор Авраамович Куртов, другой вариант отчества — Абрамович (1895, село Ачква, Батумская область, Российская империя — 1960, село Ачква, Кобулетский район, Аджарская АССР, Грузинская ССР) — агроном колхоза «Красный Октябрь» Кобулетского района, Аджарская АССР, Грузинская ССР. Герой Социалистического Труда (1949).

## Биография
Родился в 1895 году в крестьянской семье в селе Ачква Батумского уезда. По национальности грек.  После окончания местной начальной школы трудился в сельском хозяйстве. Во время коллективизации вступил в 1928 году в местное товарищество по совместной обработке земли, которое в 1932 году было преобразовано в колхоз имени Сталина Кобулетского района. В послевоенные годы трудился агрономом.
Применял в своей деятельности передовые агротехнические методы, в результате чего в колхозе значительно повысилась урожайность сельскохозяйственных культур. В 1948 году труженики колхоза сдали государству в среднем с каждого гектара по 5265 килограммов сортового чайного листа с площади 31,5 гектара. Указом Президиума Верховного Совета СССР от 29 августа 1949 года удостоен звания Героя Социалистического Труда за «получение высоких урожаев сортового зелёного чайного листа и цитрусовых плодов в 1948 году» с вручением ордена Ленина и золотой медали «Серп и Молот» (№ 4652).
Этим же указом званием Героя Социалистического Труда были награждены председатель колхоза Христофор Авраамович Мерициди и звеньевые колхоза Иван Демьянович Куртов и Василий Георгиевич Политов.
После выхода на пенсию проживал в родном селе Ачква. Умер в 1960 году. Похоронен на сельском кладбище.